# Гидроизоляция

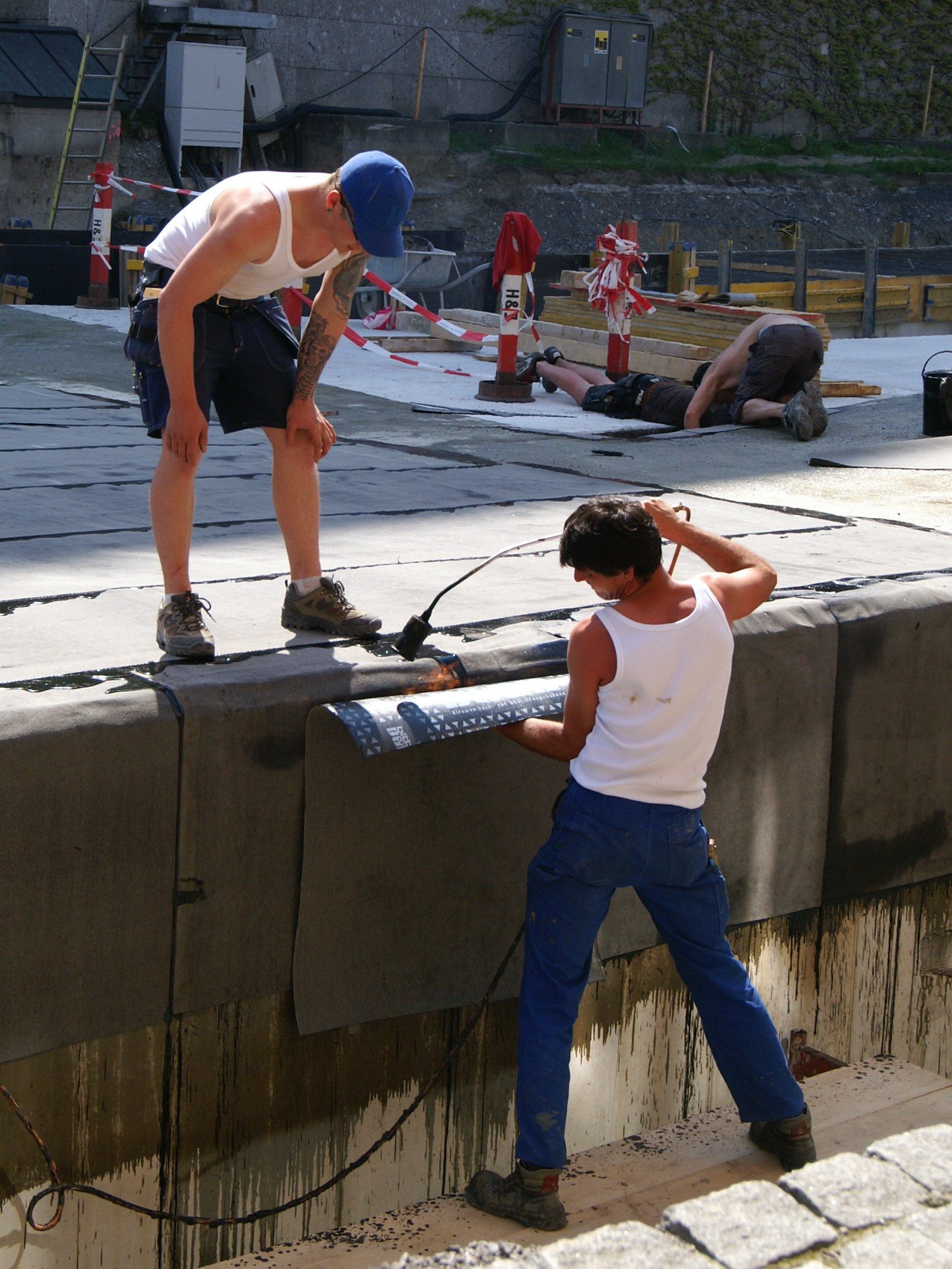
Гидроизоляция битумными листами

Гидроизоляция (от др.-греч. Υδωρ — вода и изоляция) — защита строительных конструкций, зданий и сооружений от проникновения воды (антифильтрационная гидроизоляция) или материала сооружений от вредного воздействия омывающей или фильтрующей воды или другой агрессивной жидкости (антикоррозийная гидроизоляция). Работы по устройству гидроизоляции называются гидроизоляционными работами. Гидроизоляция обеспечивает нормальную эксплуатацию зданий, сооружений и оборудования, повышает их надёжность и долговечность. Часто применяется совместно с дренажом.

## Гидроизоляционные материалы
Для гидроизоляции применяются гидроизоляционные материалы, к которым относятся:
- металлические листы;
- рулонные и листовые материалы (например, геосинтетики или ПВХ мембраны, плёнки);
- материалы жидкого нанесения (например, жидкая резина, напыляемое пробковое покрытие);
- минеральные вяжущие материалы;
- материалы на основе бентонитовых глин;
- сухие строительные смеси проникающего действия (проникающая гидроизоляция).

## Гидроизоляция полов
Для гидроизоляции пола используются проникающие материалы, защищающие от проникновения влаги в том числе подвальные полы с трещинами. Гидроизоляция пола в ванной осуществляется путём нанесения непрерывного ковра из рулонных материалов на основе битума или полимеров, либо окрасочная гидроизоляция нанесением лака в несколько слоев. Недостаток последнего метода заключается в сравнительно небольшом сроке службы такой гидроизоляции пола, который составляет обычно не более шести лет.
Гидроизоляция деревянного пола имеет ряд особенностей, одной из которых является отсутствие разрывов или швов. Там, где гидроизоляция деревянного пола примыкает к другим конструкциям, необходимо без прерывания покрыть защитным слоем 30 см стены вверх от плоскости пола.

## Гидроизоляция надземной части
Гидроизоляция стен подвала обычно осуществляется обмазочными материалами. В случаях обилия в грунте воды и невозможности устройства дренажа, такой способ может оказаться недостаточно эффективным и привести к появлению сырости и плесени. Выход из этой ситуации — использование для гидроизоляции подвала изнутри инъекционных материалов. Гидроизоляция подвала изнутри происходит следующим образом: гели-акрилаты насосами впитываются в стену, после чего они выходят наружу в виде защитной плёнки.
Для того чтобы правильно осуществить гидроизоляцию фундамента и подвала, следует учесть следующие факторы: характер эксплуатации подвального помещения, интенсивность воздействия воды, наличие дренажной системы и её конструктивные особенности.

## Гидроизоляция основания стен 1-го этажа
Большинство лёгких пористых стеновых камней (лёгкие керамические камни, газобетон и пенобетон, керамзитобетон, известняк), на сыром основании работают как фитиль керосиновой лампы — из за капиллярного эффекта своей внутренней пористой структуры — это приведет к очень быстрому росту влажности стены и разрушению, мороз многократно ускорит разрушение.
Все лёгкие стеновые камни требуют герметичной гидроизоляционной отсечки — от всех примыканий к стенам и монолитам с повышенной влажностью — отсечка должна быть только пленочного типа, гибкая и не секущаяся, с абсолютно полной водонепроницаемостью. Обычно так отрезают цокольный и 1-й этаж — от всех «мокрых» конструкций — фундамента, цоколя, подземной части цокольного этажа.
Общепринятая в СССР отсечка высокомарочным цементным раствором не работает — подсос влаги в сухую стену она полностью не ограничивает, изначально пористость есть — со временем циклы замораживания и оттаивания открывают и расширяют капилляры в растворе. Начинается постоянный подсос воды в толщу стены здания, новые порции влаги окончательно вымывают и открывают капилляры.
Необлегчённый кирпич менее подвержен капиллярному эффекту, но при отсутствии отсечки может вымокнуть на высоту нескольких этажей, до самой кровли.

Кроме этого, часть лёгких пористых стеновых камней, очень гигроскопична — накопление атмосферной влажности может достигать 30 %, а некоторые известняки с Кипра, набирают влажность до состояния сырой стены «на ощупь».

## Новые технологии в гидроизоляции
В последнее время стала применяться технология гидроизоляции сооружений, получившая название «белая ванна». Принцип действия этой технологии основан на применении водонепроницаемых бетонов и комплексе строительно-монтажных работ, при которых вода проникает в тело массивного монолитного массива из бетона на незначительную глубину.